# وردریو سوپریوره
وردریو سوپریوره (به ایتالیایی: Verderio Superiore) یک کومونه در ایتالیا است که در استان لکو واقع شده‌است.

## خصوصیات
وردریو سوپریوره ۲٫۶ کیلومترمربع مساحت و ۲٬۶۷۵ نفر جمعیت دارد و ۲۵۰ متر بالاتر از سطح دریا واقع شده‌است.